# خرابة آل حسين (رخية)

تعديل مصدري - تعديل

خرابة آل حسين هي إحدى قرى عزلة رخية بمديرية رخية التابعة لمحافظة حضرموت، بلغ تعداد سكانها 31 نسمة حسب تعداد اليمن لعام 2004.